# Las Vegas Carnegie Public Library
Las Vegas Carnegie Public Library är ett kommunägt folkbibliotek i Las Vegas i New Mexico i USA.
Las Vegeas Carnegie Public Library uppfördes 1903 med finansiellt stöd av Andrew Carnegies program för biblioteksstöd i USA och andra länder. Det var ett av sammanlagt 1.679 Carnegiebibliotek som fick ett sådant stöd mellan 1886 and 1917, varav tre i New Mexico. Det är idag den enda av dessa biblioteksbyggnader i delstaten som består som bibliotek.
Byggnaden ritades av arkitektfirman Rapp and Rapp i Chicago i rött tegel och sandsten i nyklassicistisk stil, med en central dom över ett oktagonalt rum samt en entré med en portik. Den inspirerades av Thomas Jeffersons residens Monticello.
Biblioteksbyggnaden blev delstatligt byggnadsminne 1974. Den ligger mitt i Liberty Park, vid huvudgatan National Avenue i östra Las Vegas. Liberty Park med omgivningar blev 1979 upptaget av National Park Service som ett Historic District i National Register of Historic Places.

## Bildgalleri

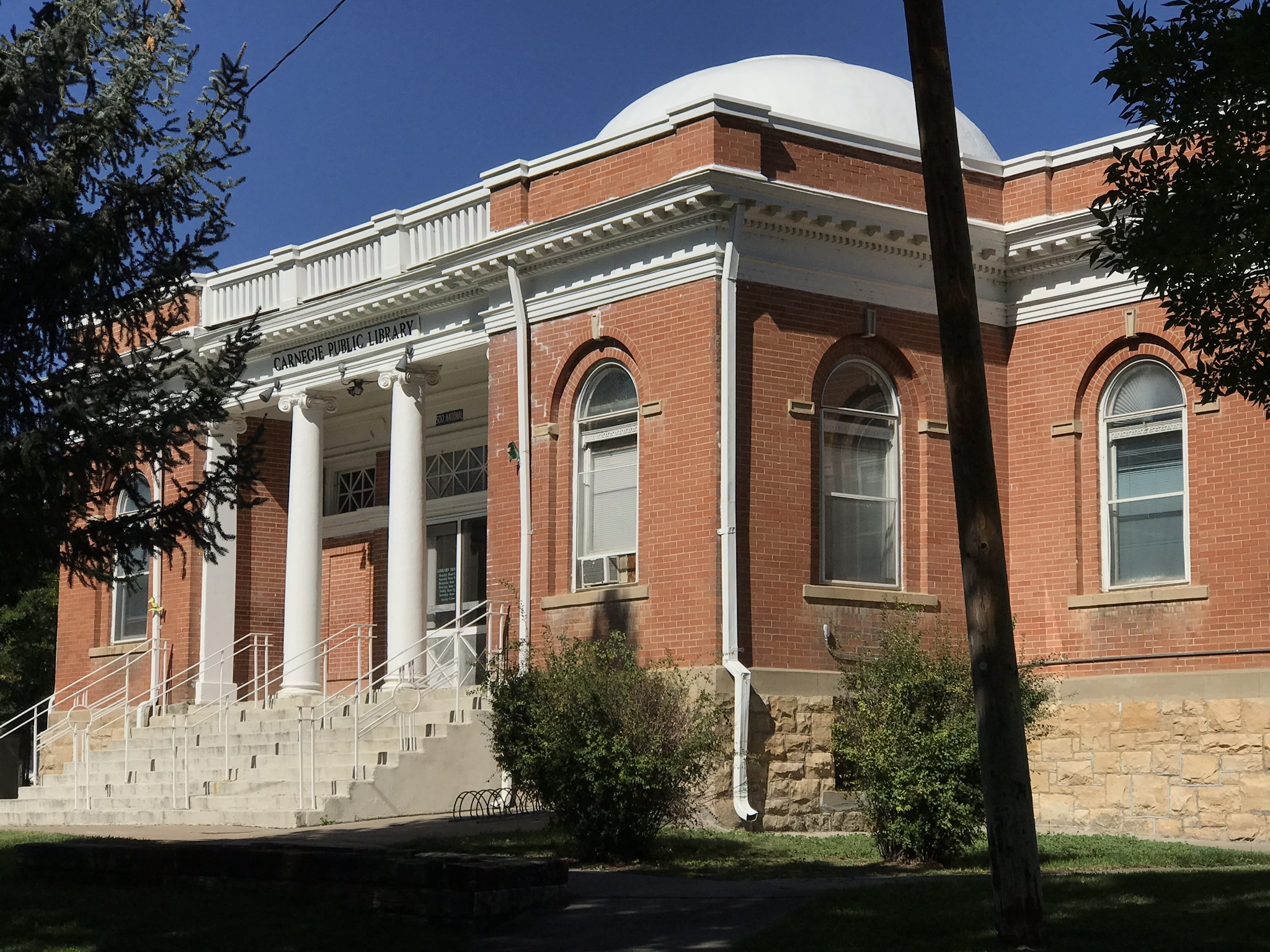
Portiken
Byggnaden sedd från sydväst